# سوني ميرفي
سوني ميرفي (بالإنجليزية: Sonny Murphy)‏ هو منافس ألعاب قوى أيرلندي، ولد في 27 يوليو 1906، وتوفي في 17 مارس 1936.

## وصلات خارجية
- سوني ميرفي على موقع أوليمبيديا (الإنجليزية)